# Pericoma complicata
Pericoma complicata är en tvåvingeart som beskrevs av Tonnoir 1929. Pericoma complicata ingår i släktet Pericoma och familjen fjärilsmyggor. Inga underarter finns listade i Catalogue of Life.